# 白川芝山
白川 芝山（しらかわ しざん、宝暦9年（1759年） - 嘉永3年1月25日（1850年3月8日）は、日本の江戸時代後期の南画家、書家。名を景皓、通称は芳介。号は芝山、大観堂や東山外史。

## 略伝
淡路国洲本金屋の賀集家に生まれる。賀集家は代々醸造業を営み、裕福だったという。芝山は最初書を学び、草書に優れる唐の張旭を手本とした。絵の師匠は不明だが、現存作品を見ると南画風、長崎派風、或いは四条派風などを使い分けている。また俳句にも堪能で、玉蕉庵と号して俳画も残している。地元の淡路では、長崎派風の虎の絵で知られている。
天明2年（1782年）24歳で上京、白川宮主催の席画会で賞賛を受け、白川姓を許されたと言われる。少なくとも寛政8年（1796年）東山新書画展観の目録に「白芝山」の名で出品しており、この頃には白川を名乗っていたのが裏付けられる。「川」の字を省いているのは中国人名に倣っているためで、こうした名乗りは中国に憧れた江戸後期の文人の間ではしばしば見られる表記法である。また、翌年の清水寺で開かれた同展の出品目録（九州大学相見文庫蔵）によって、四条東洞に住んでいたことが判明する。
文化初年に江戸へ出て、麻布飯倉に書画の塾を開いた。渡辺崋山が入門したのもこの頃である（文化5年（1808年））。今日芝山は、付届不足を理由に華山を破門した人物として歴史に名を残しており評判が悪いが、芝山も塾で生計を立てており、授業料滞納による退学は華山側の問題とも言える。江戸での芝山は出版活動も盛んに行い、書法では『歴代草書選』（文化13年）、俳諧では『おそみどり』『四海句草子』（文化15年完結）を出版している。後に今度は大坂へ移り、茶臼山に住んだ。大塩平八郎とも交流があったという。天保後半には一旦淡路に戻って5年ほど過ごした後、再び上京。弘化4年（1847年）刊の『皇都書画人名録』に「画并書 南北一致 白川芝山 御幸町綾小路下」という記載がある。法名は金台寿光信士。地元の金屋には芝山の墓が現存し、その近くには有志によって顕彰碑も建てられている。

## 作品
| 作品名さくら | 技法     | 形状・員数 | 所有者                 | 年代                | 落款・印章                                                                             | 備考       |
| ------------ | -------- | ---------- | ---------------------- | ------------------- | -------------------------------------------------------------------------------------- | ---------- |
| 猛虎図       | 板絵著色 | 絵馬1面    | 棚倉孫神社             | 1796年（寛政8年）   | 款記「寛政丙辰之暮秋上院 白芝山謹画」/「白景皓印」・「芝山」印                         |            |
| 桃園結義図   | 板絵著色 | 絵馬1面    | 棚倉孫神社             | 1796年（寛政8年）か | 「白景皓印」・「芝山」印                                                               |            |
| 唐十八学士図 | 絹本著色 | 1幅        | 洲本市立淡路文化史料館 |                     | 落款「白芝山」/ 「白景皓印」白文方印・「芝山父」朱文方印・関防印として「玉蕉」朱文方印 |            |
| 山水図       |          | 1幅        | 田原市博物館           |                     |                                                                                        | 柴野栗山賛 |